# ŽKK Herceg Novi
Le Košarkaški Klub Herceg Novi est un club féminin monténégrin de basket-ball situé dans la ville de Herceg Novi. Le club appartient à l'élite du championnat monténégrin et dispute également l'Adriatic League (WABA League).

## Entraîneurs successifs
- Depuis ? :  Milan Dabović